# Кевин Глендалохский
Святой Кевин (англицированный вариант имени Cóemgen, ирл. Caoimhin), 498 — 3 июня 618) — ирландский святой, известный как основатель и первый настоятель монастыря в Глендалохе в графстве Уиклоу. Почитается Римско-католической и православной церковью 3 июня. Является одним из небесных покровителей Дублина. В православной традиции его память отмечается в Третью неделю по Пятидесятнице, в день празднования Собора Британских и Ирландских святых.

## Молодые годы
Документальных свидетельств о жизни Кевина очень мало. Его биография на латинском языке утверждает, что, как и святой Колумба, Кевин родился в дворянской семье, он был сыном Кемлога и Кемеллы из Лейнстера. Он родился в 498 году в Форте Уайт Фонтен и получил при рождении ирландское имя Кэмен (Cóemgen), что означает «рождённый справедливым», и был крещён Кронаном Роскрейским.
Рождение Кевина и его первые годы упоминаются в древнем манускрипте Acta Sanctorum, который основывается на ряде легенд. Автор комментария к Acta Sanctorum, о. Фрэнсис Бэрт, комментирует, что «хотя многие из легенд, приведённых к этой работе являются сомнительными по достоверности, было принято решение признать их в силу древности документа, который был написан в XII веке или ранее». Одна из легенд о детстве Кевина из Acta Sanctorum гласит, что когда он был младенцем, в дом его родителей каждое утро и вечер приходила белая корова, принося молоко для ребёнка. В возрасте семи лет Кевин поступил на обучение к святому Петроку, который жил в Лейнстере с 492 года, и жил с монахами до 12-летнего возраста.

## Килнаманах
Следующую ступень духовного обучения Кевин прошёл под наставничеством своего дяди, святого Евгения, впоследствии епископа Эрдстро, графство Тирон, который в то время жил в монастыре в Уиклоу, где передавал ученикам сакральные знания. По словам местных жителей, этот монастырь был снесён в 1970-х годах при строительстве жилого комплекса, который расположен сегодня на этом месте. Святой Кевин в настоящее время считается небесным покровителем прихода Килнаманах в городе Талла.

## Глендалох
Глендалох (название на ирландском означает «долина между двух озёр»), где находятся развалины монастыря, является одним из самых значимых культовых мест в Ирландии. До прибытия сюда Кевина это была пустынная местность, идеально подходившая для уединения.

### Отшельничество

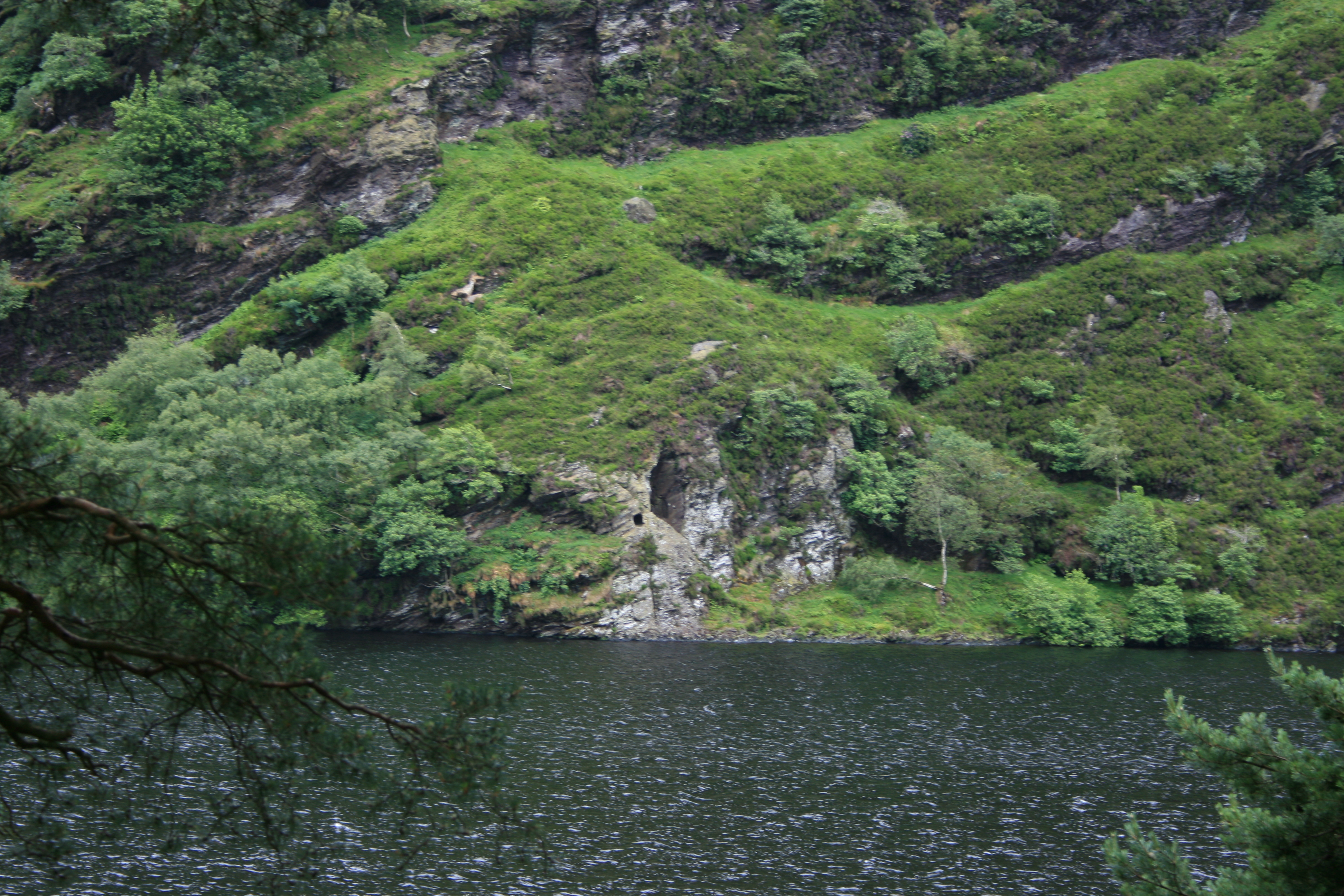
«Постель святого Кевина»

Кевин был рукоположён в епископы и после своего рукоположения прибыл в Глендалох в сопровождение своих сторонников. Согласно легенде, ангел указал ему на пещеру (захоронение времён бронзового века, носит теперь название «Постель святого Кевина» (англ. St. Kevin's bed), и Кевин поселился в ней.
Пещера Кевина вырублена в скале, очень близко к краю горы. Выход из пещеры расположен над озером на высоте около 10 метров. Попасть в пещеру очень трудно, в неё ведёт лаз высотой 1 метр и шириной 0,75 метра. Внутренняя часть пещеры имеет всего 1,2 метра в ширину и менее чем 1 метр в высоту. Поскольку взрослый человек не может находиться в ней в вертикальном положении, вполне вероятно, что святой Кевин использовал пещеру только для ночлега или молитв, поэтому она получила своё название.
Существует легенда, что святой Лаврентий О’Тул использовал эту пещеру во время своих паломничеств в Глендалох, особенно во время великого поста. Согласно другой легенде, в этой пещере прятался от британских солдат предводитель ирландских повстанцев XVIII века Майкл Дуайер. В настоящее время подход к пещере со стороны горы Лагдаф очень опасен, и во время туристического сезона посетители могут рассматривать вход в пещеру только с озера, подплыв к нему на лодке.

### Монастырь

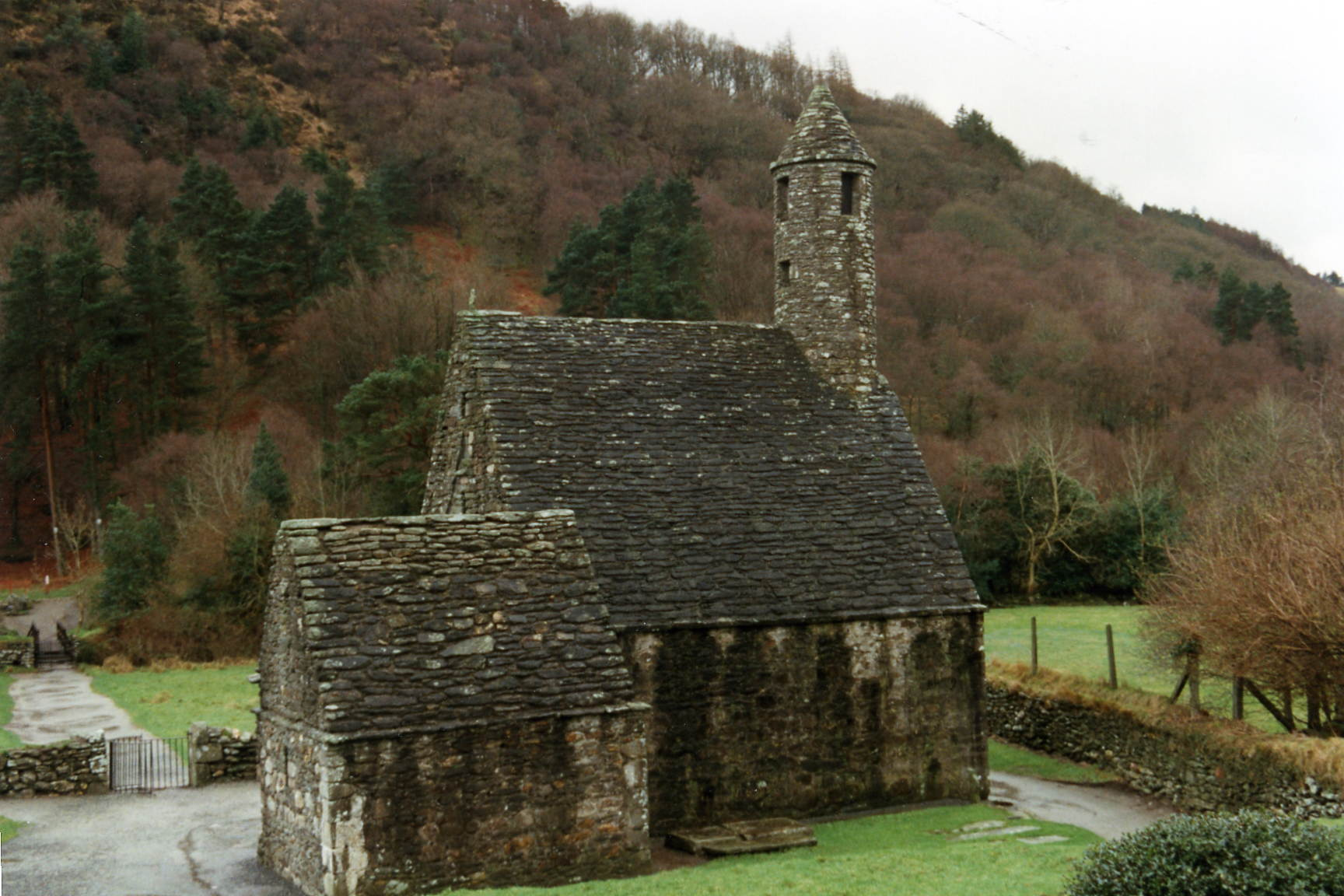
Часовня Святого Кевина в Глендалохе

Кевин жил в пещере отшельником, глубоко погружённым в природу, его окружали только животные и птицы. В течение семи лет Кевин жил, одетый в шкуры животных, спал на камнях и регулярно постился и молился. Вскоре у Кевина появились ученики, которые построили посёлок на берегу озера, обнесённый стеной. К 540 году слава о святом Кевине разошлась по всей Ирландии. Многие люди шли к нему за помощью и напутствием. В Глендалох был построен монастырь, давший начало многим другим монастырям Ирландии.
В 544 году Кевин направился на Холм Уснех (графство Уэстмит) посетить святых аббатов Колумба, Комгалла и Канниха. Создав свою общину, Кевин удалился в отшельничество, где пребывал в течение четырёх лет, и только после настойчивых просьб его послушников вернулся в Глендалох, где до своей смерти в 618 году руководил монастырём, проводя свои дни в постах, молитвах и обучении послушников.
Кевин принадлежит к ирландским святым второго круга и является одним из небесных покровителей Дублина. Глендалох, с его семью церквями, стал одним из главных мест паломничества в Ирландии.

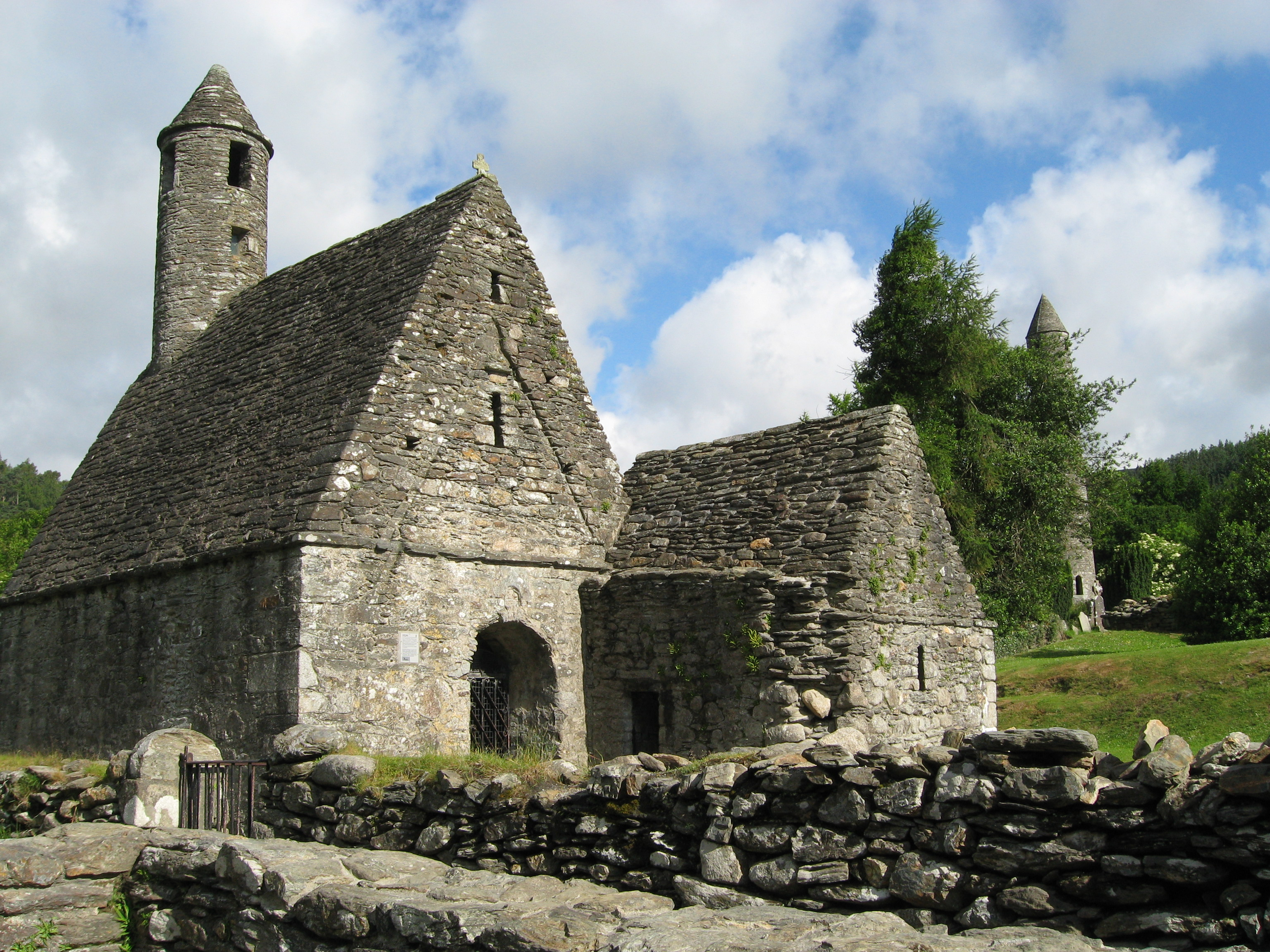
Церковь святого Кевина с Круглой башней Глендалоха в основании.

## В культуре
В массовой культуре святой Кевин предстаёт прежде всего как аскет. Есть легенда, положенная на песню, о том как Кевин утопил женщину, пытавшуюся его соблазнить. Эта песня стала популярной благодаря ирландской группе The Dubliners, исполняющей народные песни. Первый куплет песни выглядит следующим образом: «В Глендалохе жил старый святой, известный своей учёностью и благочестием, его манеры были любопытны и странны, и он не смотрел на девушек».
Одно из самых известных стихотворений о Кевине — «Святой Кевин и чёрный дрозд» (в русском переводе «Святой Кевин и дрозды») — написал нобелевский лауреат Шеймас Хини. В нём рассказывается, как Кевин во время молитвы в своей келье вытягивает руку в окошко, и в это время самка чёрного дрозда садится на его ладонь, вьёт в ней гнездо и откладывает яйца, так что Кевину нужно оставить руку в том же положении, пока не вылупятся и не улетят птенцы.
Цикл картин уэльского художника Клайва Хикс-Дженкинса, написанный примерно в 2009 году, иллюстрирует стихотворение Хини своеобразной символикой, которую американская поэтесса Марли Юманс интерпретирует так: «Рука святого простирается как половина распятия, достигая бесконечности, а на открытой ладони находится одно из великих творений времени: гнездо с тремя яйцами».
Церковь Святого Квифана в Уэльсе, на приливном острове Крибинау, посвящена Кевину Глендалохскому.

### Первичные источники
- Latin vita of St Kevin, ed. Charles Plummer, «Vita Sancti Coemgeni (Life of St. Kevin).» In Vitae Sanctorum Hiberniae. Vol. 1. Oxford: Clarendon Press, 1910. 234-57.
- Irish vita of St Kevin, ed. Charles Plummer, «Betha Caimgin (Life of St. Kevin).» In Bethada Nóem nÉrenn (Live of Irish Saints). Oxford: Clarendon Press, 1922. Vol. 1: 125-67 and vol. 2: 121-61. Edition available from CELT.
- Gerald of Wales, Topographia Hibernica.

### Вторичные источники
- Barrow, Lennox. Glendalough and Saint Kevin. Dundalk: Dundalgan Press, 1972.
- MacShamhrain, A.S. «The 'unity' of Cóemgen and Ciarán. A convent between Glendalough and Clonmacnoise in the tenth to eleventh centuries.» In Wicklow: history and society: interdisciplinary essays on the history of an Irish county, ed. by Ken Hannigan and William Nolan. Dublin: Geography Publications, 1994. 139-50.